# Intel 8080
Intel 8080 je jedan od prvih mikroprocesora koji je dizajniran i proizveden u Intelu 1974. Predstavljao je prekretnicu kao prvi praktično upotrebljivi mikroprocesor. Brzina 8080 je bila 2 MHz.

## Arhitektura
Intel 8080 predstavlja naslednika 8008. Asembleri za oba mikročipa su kompatibilni. 8080 je spakovan u kućište sa 40 pinova. Adresna magistrala je širine 16, magistrala podataka 8 bita, i čip ima pristup do 64 KiB memorije.
Mikroprocesor ima sedam 8-bitnih registara od kojih se 6 moglo grupisati u 3 16-bitna logička registra (BC, DE, HL). Sadržao je 8-bitni akumulatorski registar (ACC), 16-bitni pokazivač steka (SP) i 16-bitni programski brojač.
Iako 8-bitni mikroprocesor 8080 je podržavao i neke 16-bitne operacije nad parovima registara. 

## Upotreba
8080 je korišćen u mnogim ranim računarima, kao u npr. MITS Altair 8800 i IMSAI 8080. Prvi računar sa jednom matičnom pločom zasnovan je na 8080. 
Motorola je ubrzo posle predstavljanja 8080 izbacila na tržiste konkurentski model Motorola 6800, Zilog je predstavio Z80, a Rusi KP580ИK80. 8085 nasledio je 8080, a nakon njega 8086 i 8088, koji je ugrađen u IBM PC.

## Industrijska prekretnica
8080 je promenio način proizvodnje računara. Do trenutka pojavljivanja 8080, isti proizvođač proizvodio je ceo računar - matične ploče, procesor, terminale, softver. 8080 kreiran je nezavisno od računara. HP je proizveo terminale a Majkrosoft kasnije i softver.
8080 se razvio u x86 seriju, a PC je evoluirao u radne stanice i servere koji operišu sa podacima širine 32 i 64 bita. x86 je danas dominantna procesorska arhitektura.

## Spoljašnje veze
- Intel